# 2016 au Brésil
Chronologie du Brésil
- 2012
- 2013
- 2014
- 2015
- 2016
- 2017
- 2018
- 2019
- 2020

Cette page concerne des événements d'actualité qui se sont produits durant l'année 2016 au Brésil.

## Événements
- 5 août au 21 août : Jeux olympiques d'été de 2016 à Rio de Janeiro.
- Procédure de destitution de Dilma Rousseff.
- 7 au 18 septembre : Jeux paralympiques d'été de 2016 à Rio de Janeiro.